# Рікі Чарлз
Рікі Чарлз (англ. Ricky Charles, нар. 19 червня 1975, Сент-Джорджес) — гренадський футболіст, що грав на позиції півзахисника, зокрема за клуб «КПР» (Сент-Джорджес) та національну збірну Гренади, у складі якого є рекордсменом за кількістю забитих голів (37).

## Клубна кар'єра
Народився 19 червня 1975 року в місті Сент-Джорджес. Починав займатися футболом в університетських командах у США.
У дорослому футболі дебютував 2005 року виступами за команду «Нью-Гемпшир Фантомс», також у США, у якій протягом двох років взяв участь у 24 матчах чемпіонату, після чого протягом року грав за «Бруклін Найтс».
Протягом 2008 року грав у Трінінаді і Тобаго у складі «Ла-Горкетта Рейнджерс».
2009 року перейшов до клубу «КПР» із рідного Сент-Джорджеса, за який відіграв десять сезонів. Завершив професійну кар'єру футболіста виступами за цю команду у 2019 році.

## Виступи за збірну
1995 року дебютував в офіційних матчах у складі національної збірної Гренади.
Загалом протягом кар'єри в національній команді, яка тривала 17 років, провів у її формі 71 матч, забивши рекордні в історії цієї збірної 37 голів.